# Ivan Vazov
Iván Minchov Vazov (en búlgaro: Ива̀н Мѝнчов Ва̀зов; Sopot, 27 de junio de 1850 - Sofía, 22 de septiembre de 1921) fue un poeta, novelista y dramaturgo búlgaro. Es considerado el poeta nacional de Bulgaria. Las obras de Ivan Vazov revelan dos épocas históricas: el Renacimiento búlgaro y la época posterior a la liberación (del dominio del Imperio Otomano). Ivan Vazov tiene el título honorífico más alto de la Academia Búlgara de Ciencias - Académico. Actuó como Ministro de Educación e Ilustración del Pueblo desde el 7 de septiembre de 1897 hasta el 30 de enero de 1899, en representación del Partido Popular.

## Biografía

### Infancia
Ivan Minchev Vasov nació en Sopot, en el centro de Bulgaria, en la familia del comerciante Mincho Vasov y Saba Vasova. Su familia consciente de la tradición incluía a sus hermanos, los revolucionarios búlgaros y más tarde generales Georgi Vasov y Vladimir Vasov, y el político Boris Vasov. Según Boris, la familia Vasov se originó en el pueblo de Yanoweni en la actual Unidad Regional de Kastoria en Grecia, de donde huyeron de Janina durante el reinado de Ali Pasha.
Ivan Vasov terminó la escuela monástica búlgara y una escuela secundaria en Sopot. Allí entró muy pronto en contacto con la literatura búlgara y extranjera. Partenij Beltschew, que se formó en Rusia y fue el primero en introducir a Wasov en la poesía rusa y las obras revolucionarias búlgaras , desempeñó un papel clave en esto. Desde 1865, Wasov aprendió griego en la escuela Kalofer del maestro Botjo Petkov (padre del poeta búlgaro y luchador por la libertad Hristo Botev). Un poco más tarde, Ivan se convirtió en profesor adjunto y asistente de Botev en la escuela. Aquí, también, Wasow encontró una rica biblioteca llena de obras francesas y rusas que influyeron en su desarrollo literario posterior.
En 1866, el joven Vasov fue enviado por su padre a Plovdiv, donde se matriculó en el cuarto grado de la escuela de clase búlgara. El padre realmente quería que Wasow mejorara su griego y aprendiera turco; en cambio, sin embargo, este último aprendió francés y estudió la poesía de los poetas franceses Pierre-Jean de Béranger , Victor Hugo y Alphonse de Lamartine. Dos años más tarde, su padre lo llamó de regreso a Sopot para hacerse cargo del negocio. Pero el niño Iván mostró poco interés y rápidamente llenó los cuadernos con rimas y versos en lugar de números. Fue apoyado por su madre Saba. Algunos de estos poemas se publicaron en 1880 con el nombre de "Majska Kitka" (en búlgaro Майска китка ).
En Rumania conoció al poeta búlgaro Hristo Botev, líder ideológico del movimiento revolucionario. En 1872 publicó su primer poema, "Borat" ("El pino"), en la revista "Periodichesko spisanie" ("Revista periódica").

### Escape hacia Rumania
Para aprender mejor la profesión comercial, Ivan fue enviado por su padre en 1870 como aprendiz y a estudiar economía con su tío, un comerciante en Oltenița (Rumania). Pero incluso allí, su interés no estaba en la economía. Aprendió rumano, estudió literatura rumana y estudió las ideas revolucionarias de Mihail Kogălniceanu, Vasile Alecsandri, Nicolae Bălcescu y otros. Su mayor interés por la escritura lo atrajo a Brăila, donde se unió a la gran comunidad de exiliados búlgaros ese mismo año. Al llegar a Brăila, pasó algún tiempo en la posada de Nikola de Strandzha, uno de los lugares de reunión de los activistas por la libertad búlgaros. Allí conoció a Christo Botew, quien influyó significativamente en Wasow con sus ideas revolucionarias y luchadoras por la libertad. Wasov participó en las reuniones de la Organización Revolucionaria Interna y el Comité Central Revolucionario Búlgaro (BRZK) en Brăila y Galaţi. La dura vida de los emigrantes y las reuniones de las sociedades patrióticas influyeron en el joven poeta y dejaron una profunda huella en su obra literaria. Algunas de sus obras posteriores, Luchadores por la libertad (búlgaro Хъшове; Haschowe), o la novela "Impopular and Homeless" (búlgaro Немили-недраги; Nemili-Nedragi), tratan de este mismo período de su vida. En este contexto, su primer trabajo publicado, el poema "Borba" (en búlgaro Борба, 'pelea'), que fue publicado en la revista en el exilio "Periodic Journal of the Bulgarian Literary Community in Brăila" (en búlgaro Периодическо списание на Браилското книжовно еруж) ), fue creado fue publicado. Escribió otros poemas patrióticos para los periódicos Patria (búlgaro Отечество), Libertad (búlgaro Свобода), para la revista Tschitalischte (búlgaro Читалище) y otros.
En 1874 se unió a la lucha por la liberación de Bulgaria. En 1875 regresó a Sopot, donde se convirtió en miembro del comité revolucionario local. Tras el fracaso del Levantamiento de abril de 1876, volvió a exiliarse en Rumania. Ese mismo año, Vazov publicó su primera obra, El estandarte y Gusla, seguida por Las tristezas de Bulgaria, en 1877.

### Plovdiv
El 5 de octubre de 1880, Vazov se instaló en Plovdiv, la capital de Rumelia Oriental. Como miembro del Partido Popular prorruso, Wasov participó activamente en la vida política cotidiana de la provincia especial búlgara bajo el dominio turco. Fue elegido miembro del parlamento provincial (búlgaro Областното събрание) y editor de los periódicos afiliados al partido Mariza (búlgaro "Марица"), People's Voice (búlgaro "Народний глас") y Unión (búlgaro "Съединение"). Cuando en 1881 Alejandro I en el Reino de Bulgaria proclamó poderes de gobierno extraordinarios y la eliminación de la "Constitución de Tarnowo ” [2] exigida y lograda, Wasow se convirtió en uno de sus más fuertes críticos.
A principios de 1881, Vazov fue nombrado presidente de la Comunidad Científica y Literaria de Plovdiv (en búlgaro Пловдивското научно книжовно дружество) y editor de la revista Science (en búlgaro "Наука"), la primera revista científica búlgara después de la independencia de Bulgaria. En el mismo año se convierte en miembro de la Academia de Ciencias de Bulgaria . En 1885 Wasov, junto con el escritor Konstantin Velichkov, fundó la primera revista puramente literaria en Bulgaria, la revista Sora (en búlgaro "Зора"; 'Amanecer'). Ambos también fueron editores del Chrestomathy búlgaro en dos partes.(búlgaro "Българска христоматия") con obras de más de 100 obras de autores búlgaros y extranjeros. En Plovdiv fue testigo de la unificación de Rumelia Oriental con el Reino de Bulgaria, que su Partido Popular había rechazado. Cuando Bulgaria ganó la guerra serbio-búlgara que siguió y la comunidad internacional reconoció la unión de Bulgaria con Rumelia Oriental, el Partido Popular quedó marginado políticamente.
Durante su estancia en Plovdiv, Vazov escribió algunos de sus clásicos como Epopeya de los olvidados (en búlgaro Епопея на забравените), los poemas La lengua búlgara (en búlgaro "Българският език"), Hacia la libertad (en búlgaro "Към свободата"), la colección de los poemas Sliwnitza (en búlgaro "Сливница"), las novelas Unpopular and Homeless (en búlgaro Немили-недраги ; Nemili-Nedragi) y Los tíos (en búlgaro "Чичовци"), el cuento ¿Viene? (en búlgaro "Иде ли?") p. Algunas de estas obras forman la base de la nueva literatura búlgara en muchos géneros .

### Regreso a Bulgaria
En 1878, tras la proclamación de la independencia de Bulgaria, Vazov regresó a su país, en el que desarrolló una intensa actividad política. Durante la dictadura de Stambolov se vio obligado a refugiarse en Odesa, donde compuso Bajo el yugo (Pod igoto), acerca del Levantamiento de abril, considerada la primera novela de la literatura búlgara. Regresó a su país en 1889 y fundó la revista Dermica ("Estrella matutina"), en la que colaboraron los más prometedores talentos de la nueva literatura. 
Regresó a la política activa, asumiendo el cargo de Ministro de Instrucción Pública. Tras dejar este cargo, se dedicó plenamente a la vida literaria.

### Período de Sofía
En 1889 Vazov regresó a Bulgaria y se instaló en Sofía. En 1890 fundó la revista Denniza (en búlgaro "Денница"). Durante este tiempo escribió gran parte de sus relatos crítico-realistas, que resumió en dos volúmenes bajo el título Rasguños y trazos (en búlgaro "Dраски и шарки"). En 1895, con motivo de las celebraciones del 25 aniversario de su actividad literaria, publicó su novela País Nuevo (en búlgaro Нова земя). Ofendido por la crítica negativa generalizada de esta novela, dejó de escribir durante unos años. En ese contexto se explica su renovada actividad política.
Cuando, tras la unificación de Bulgaria, el Partido Popular de Rumelia Oriental perdió su importancia y se fusionó por completo con el conservador Partido Popular del Reino de Bulgaria, fundado en 1894, muchos de los antiguos activistas se unieron al nuevo partido, incluidos Vasov y Konstantin . Stoilov . Cuando Stoilov ocupó el cargo de primer ministro por segunda vez (1897), Ivan Vazov fue nombrado Ministro de Educación. Durante las guerras de los Balcanes escribió uno de sus poemas más famosos; Soy búlgaro (en búlgaro "Аз съм българче"). Más tarde, Vasov se convirtió en líder del grupo que condujo a la entrada de Bulgaria junto a Alemania en la Primera Guerra Mundial.inicialmente se negó. Durante la guerra, sin embargo, Vasov rindió homenaje a los soldados búlgaros en poemas como Canciones para Macedonia (búlgaro Песни за Македония), Él no morirá (búlgaro Не ще загине) o Lo que cantan las montañas (búlgaro Какво пее планината). Ivan Vasov murió de una hemorragia el 21 de septiembre de 1921 .

## Eponimia
Se nombraron en su honor el punto Vazov e indirectamente la roca Vazov en la isla Livingston en la Antártida y el estrecho Vazov en Bratislava.
El Teatro Nacional de Bulgaria fue bautizado Teatro Nacional Ivan Vazov en homenaje a él.

## Obra
Vazov abordó casi todos los géneros literarios: poesía, cuento, novela y drama. En poesía destacan El estandarte y Gusla (1876), Las tristezas de Bulgaria (1877), Liberación (1878) y La epopeya de los olvidados (1881-1884). Es autor también de relatos breves (Sin fuego ni lugar, 1883, Cicovci, 1885) y de dramas históricos ambientados en época medieval (Borislav, 1909, Hacia el abismo, 1910, Ivajlo, 1913).
Su obra más importante es la novela Bajo el yugo.

### Lista de obras en prosa
- Bajo el yugo (Под игото) 1890
- Tierra nueva (Нова земя) 1896
- Svetoslav Terter (Светослав Тертер) 1907
- Mitrofan y Dormilovski (Митрофан и Дормидолски)
- Sin fuego ni lugar (Немили-недраги) 1883
- Los tíos (Чичовци)
- Kardašev a la caza (Кардашев на лов)
- Nora (Нора)
- cuentos (Разкази) 1881-1901
- Garabatos y dibujos (Драски и шарки)
- Visto y comprendido (Видено и чуто)
- Un mundo colorido (Пъстър свят)
- Mañana en Banki (Утро в Банки)
- Cuentos (Разкази) 1901-1921
- En las entrañas de los Rodopes (В недрата на Родопите) (cuento de viajes)
- Dramas
  - Los (exiliados) rebeldes (Хъшове) 1894
  - Borislav (Борислав) 1909
  - Hacia el abismo (Към пропаст) 1910
- Comedia
  - Los carreristas (Службогонци)

## Poemas
1. Gramada (Грамада)
2. El estandarte y la guzla (Пряпорец и гусла) 1876
3. Los tormentos de Bulgaria (Тъгите на България) 1877 (también conocido como Los dolores de Bulgaria )
4. Liberación (Избавление) 1878 (también conocido como Franking )
5. Pequeño Ramo de Mayo ( Майска китка)
6. Primeros poemas (Първи стихотворения) 1870-1876
7. Poemas (Стихотворения) 1877-1880
8. Guzla (Gusla)
9. La epopeya de los olvidados (Епопея на забравените) 1881-1884
10. Campos y bosques (Поля и гори) 1884
11. Poemas para niños pequeños (Стихотворения за малки деца)
12. Italia (Italia)
13. Slivnica (Сливница)
14. Sonidos (Звукове)
15. En el corazón de Rila (В лоното на Рила)
16. Canciones de Wanderer (Скитнишки песни)
17. Bajo nuestros cielos (Под нашето небе)
18. Poemas (Стихотворения) 1900-1910
19. Bajo el trueno de las victorias (Под гръма на победите)
20. Canciones para Macedonia (Песни за Македония)
21. Los nuevos ecos (Нови екове)
22. Lo que canta la montaña (Какво пее планината)
23. Olí el perfume de la lila (Люлека ми замириса) 1919 (también conocido bajo la traducción Primer perfume de mi lila )
24. Él no perecerá (Не ще загине)
25. Poemas (Стихотворения) 1913-1921

## Traducciones al español
- Vazov, Ivan: Bajo el yugo. Barcelona, Bruguera, 1984.

## Premios y distinciones
- Titular de la "Orden del Honor y Mérito Civil" (1895).
- Coronado por una lira plateada única con cinta y cuerdas doradas y una corona de plata de la Sociedad Slavyanska Beseda (1895).
- Recibió la Medalla de Oro en Ciencias y Arte (1896).
- En 1917, un comité civil, encabezado por el profesor Ivan Shishmanov , lo nominó para el Premio Nobel de Literatura . [9]
- Doctor honoris causa de la Universidad de Sofía "St. Kliment Ohridski" (21 de octubre de 1920). [10]
- Ganador del máximo galardón del Reino de Bulgaria: la Orden de San Pedro. apóstoles iguales Cirilo y Metodio" con cinta y estrella (1920), que hasta entonces se concedía sólo a miembros de la dinastía, el alto clero, militares y políticos. Vazov es el primer y único civil poseedor de la orden. En total, siete son los portadores de la orden con ciudadanía búlgara (tres de ellos coronados: los reyes Fernando I y Boris III, y el príncipe Cirilo). Según el estatuto de la orden, tras el fallecimiento del titular, la orden se devuelve al Estado. La única excepción a esta regla es para Vazov, después de su muerte, la orden pasó a sus herederos por decisión del gobierno. Hoy se conserva en la Casa Museo "Ivan Vazov" de Sofía.
- El ministro Stoyan Omarcevski le otorgó un reloj de oro con rubíes (1920).
- Poseedor del título de "Poeta del Pueblo", que nunca más se le ha concedido, por decreto del Parlamento, firmado por el zar Boris III (1920).
- Ciudadano honorario de Sofía (1920).
- Miembro honorario de la BAS desde 1920.